# Gornja Međeđa (Doboj)
Gornja Međeđa (szerbül: Горња Међеђа), lakatlan település Bosznia-Hercegovinában, a Szerb Köztársaság északi régiójában Doboj községben. Gornja Međeđa településnek a Szerb Köztársaság területéhez került kis, lakatlan része.

## Fekvése
A település Bosznia-Hercegovina északi részén, Dobojtól légvonalban 21, közúton 44 km-re északkeletre, a Trebava-hegység középső részén, a Međička-patak völgyében található.

## Népessége
| Nemzetiségi csoport | Népesség 1991 | Népesség 2013 |
| ------------------- | ------------- | ------------- |
| Szerb               | 5             | 0             |
| Bosnyák             | 1430          | 0             |
| Horvát              | 0             | 0             |
| Jugoszláv           | 0             | 0             |
| Egyéb               | 12            | 0             |
| Összesen            | 1447          | 0             |

## Története
A település 1878-ig tartozott az Oszmán Birodalomhoz, ekkor a berlini kongresszus határozata alapján az Osztrák-Magyar Monarchia része lett. 1879-ben az első osztrák-magyar népszámlálás során a Gradačaci járáshoz tartozó településnek 75 háztartása és 346 muszlim lakosa volt. 1910-ben a Gradačaci járáshoz tartozó településen 96 háztartást és 408 muszlim lakost találtak. A monarchia szétesésével 1918-ban előbb a Szerb-Horvát-Szlovén Királyság, majd 1929-től a Jugoszláv Királyság része lett. 1921-ben a Gradačac járáshoz tartozó községnek 503 lakosa volt, mind muszlimok. Az 1929-es törvény értelmében, amikor Bosznia-Hercegovinát négy banovinára, Drinskára, Vrbaskára, Zetskára és Primorskára osztották, a település a Vrbaska banovina része lett, amelynek székhelye Banja Luka volt.
A második világháborúban Jugoszlávia megszállása után a Független Horvát Állam (NDH) része lett. A második világháború után 1992-ig a település a szocialista Jugoszlávia keretében a Bosznia-Hercegovinai Népköztársaság, valamint Gračanica község része volt. A boszniai háborút lezáró daytoni békeszerződés rendelkezése alapján az ország területét felosztották a Bosznia-hercegovinai Föderáció és a boszniai Szerb Köztársaság között. A békeszerződés utáni területmegosztási megállapodás értelmében a település kis területű, északi, lakatlan része a Boszniai Szerb Köztársasághoz és Doboj községhez került, míg a település területének déli része a Bosznia-hercegovinai Föderáció Tuzlai kantonjában levő Gradačac község területénél maradt.